# Лебяжий переулок
Лебя́жий переу́лок — небольшая улица в Хамовниках, в Центральном административном округе города Москвы между Боровицкой площадью и Ленивкой.

## История
Название известно с 1737 года. Веком раньше здесь был известен Лебяжий пруд на реке Неглинной. Здесь же находился Лебяжий двор, где разводили птиц для царского стола.

## Описание
Лебяжий переулок расположен напротив южной оконечности Александровского сада в непосредственной близости от Кремля. Начинается от Боровицкой площади у северной рампы Большого Каменного моста, проходит немного на юг, затем поворачивает на юго-запад параллельно Волхонке и выходит на Ленивку.

## Здания и сооружения
По нечётной стороне:
- № 1 — Доходный дом Г. Г. Солодовникова (1913, арх. С. М. Гончаров)[1]. Главным украшением здания являются ценные керамические панно начала XX века. Два из них — парные, остальные — самостоятельны как по технике исполнения, так и по сортам плитки. Снизу трудно различить сюжеты, тем более подписи к ним. Это иллюстрации к балладе Алексея Толстого «Боривой» с цитатами из неё. Возможно, их изготовили на Абрамцевском заводе Саввы Мамонтова. Не исключено, что для нескольких сюжетов использовались эскизы Врубеля.
- № 9/2 — Винный склад Протопопова (1889, арх. С. С. Эйбушиц)[1]

По чётной стороне:
- № 6 — Доходный дом (начало XX в.)[1];
- № 8/4, стр. 1 — Доходный дом (1903, архитектор А. М. Калмыков). Сейчас — Российский союз офицеров запаса;
- № 8/4, стр. 3 — Фотошкола «Свои люди».

## В кинематографе
- В Лебяжьем переулке проживал герой-жулик сюжета «Плата за страх» («Фитиль» № 93, 1975).